# Marie Gruzínová
Marie Gruzínová, rozená Krylová (16. prosince 1904 Dolní Štěpánov – 24. října 1942 koncentrační tábor Mauthausen) byla sekretářkou biskupa České pravoslavné církve vladyky Gorazda, podporovatelka parašutistů z výsadků Anthropoid, Bioscop, Out Distance, Silver A a Tin, popravená nacisty. V roce 2020 byla místní Pravoslavnou církví svatořečena.

## Život
Marie Gruzínová se narodila 16. prosince 1904 v Dolním Štěpánově do rodiny Františka Kryla a Marie Krylové, rozené Drápalové. Za protektorátu žila s manželem Vladimírem Gruzínem (* 1. dubna 1902), úředníkem statistického úřadu, na pražském Břevnově v Říšské ulici 1399 (dnes Bělohorská 1399/32). Oba byli členové České pravoslavné církve, Marie působila v pěveckém sboru v kostele sv. Cyrila a Metoděje v Resslově ulici. Pracovala jako sekretářka biskupa Gorazda, díky čemuž byla zasvěcena do mnoha jeho činností. Přepisovala například jeho důvěrné dopisy do Jugoslávie či rukopis jeho knihy, v níž kritizoval nacistické chování v protektorátu. Aktivně se zapojila do podpory parašutistů ukrytých v kryptě sv. Cyrila a Metoděje.
Po zradě Karla Čurdy, gestapo postupně rozkrývalo síť podporovatelů a pomocníků parašutistů. Po zatčení faráře Václava Čikla a jeho manželky Marie Čiklové tajně vnikla Marie Gruzínová do jejich nuselského bytu v ulici Hemina 1237 (dnes Čiklova 1237/17, Praha 4 - Nusle) a odvezla jejich dcery Olgu (* 1931) a Taťánu (* 1934) do Přerova k jejich kmotrům, manželům Coufalovým.

## Zatčení, smrt
Dne 3. září 1942 se konal soud se členy České pravoslavné církve. Biskup Gorazd, farář Čikl a předseda rady starších Jan Sonnevend byli odsouzeni k trestu smrti a popraveni na Kobyliské střelnici 4. září 1942. O den později byl na stejném místě popraven Dr. Vladimír Petřek. Pro napomáhání parašutistům byla Marie Gruzínová dne 8. července 1942 zatčena, poté vězněna na Pankráci a 17. července byla převezena do Malé pevnosti Terezín. Dne 29. září 1942 byla stanným soudem v nepřítomnosti odsouzena k trestu smrti a 22. října 1942 deportována do koncentračního tábora Mauthausen, kde byla zavražděni střelou do týla v sobotu 24. října 1942 (ve 9.48 hodin).

## Dovětek
Dr. Vladimír Gruzín, manžel Marie Gruzínové, zatčen nebyl. Válku přežil a zemřel 18. října 1967. Dcery manželů Čiklových, které Marie odvezla do Přerova, předala jejich kmotra babičce Aloisii Čiklové do Slavětína u Litovle. Nakonec byly úřady vypátrány a internovány v Praze na Jenerálce, poté v internačním táboře ve Svatobořicích a v Plané nad Lužnicí, kde se dočkaly konce války.

## Svatořečení
Dne 8. února 2020 byla svatořečena Pravoslavnou církví v českých zemích a na Slovensku spolu s dalšími českými novomučedníky při slavnostní liturgii v pražské pravoslavné katedrále sv. Cyrila a Metoděje v Resslově ulici.

## Připomínky
- Její jméno (Gruzínová Marie roz. Králová *16. 12. 1904) je uvedeno na pomníku při pravoslavném chrámu svatého Cyrila a Metoděje (adresa: Praha 2, Resslova 9a). Pomník byl odhalen 26. ledna 2011 a je součástí Národního památníku obětí heydrichiády.[5][6]
- Její jméno je uvedeno na pamětní desce v rodném Štěpánově na pravoslavném chrámu sv. Prokopa Sázavského. Na desce je nápis: "SESTŘE MARII GRUZÍNOVÉ ROZ. KRYLOVÉ, UMUČENÉ 24.X.1942 V MAUTHAUSENU, VĚČNÁ PAMĚŤ! PRAV. NÁB. OBEC ŠTĚPÁNOV."[7]
- Její jméno je na symbolickém hrobě (kenotafu) na hřbitově ve Štěpánově. Na desce je nápis: "PAMÁTCE MARII GRUZÍNOVÉ, UMUČENÉ 24.10.1942 V MAUTHAUSENU".[8]
- Její jméno je rovněž uvedeno v "panteonu bojovníků za svobodu" (na zdech jsou na destičkách uvedena jména padlých a obětí) v národním památníku II. světové války v Hrabyni.[9][10]

## Galerie

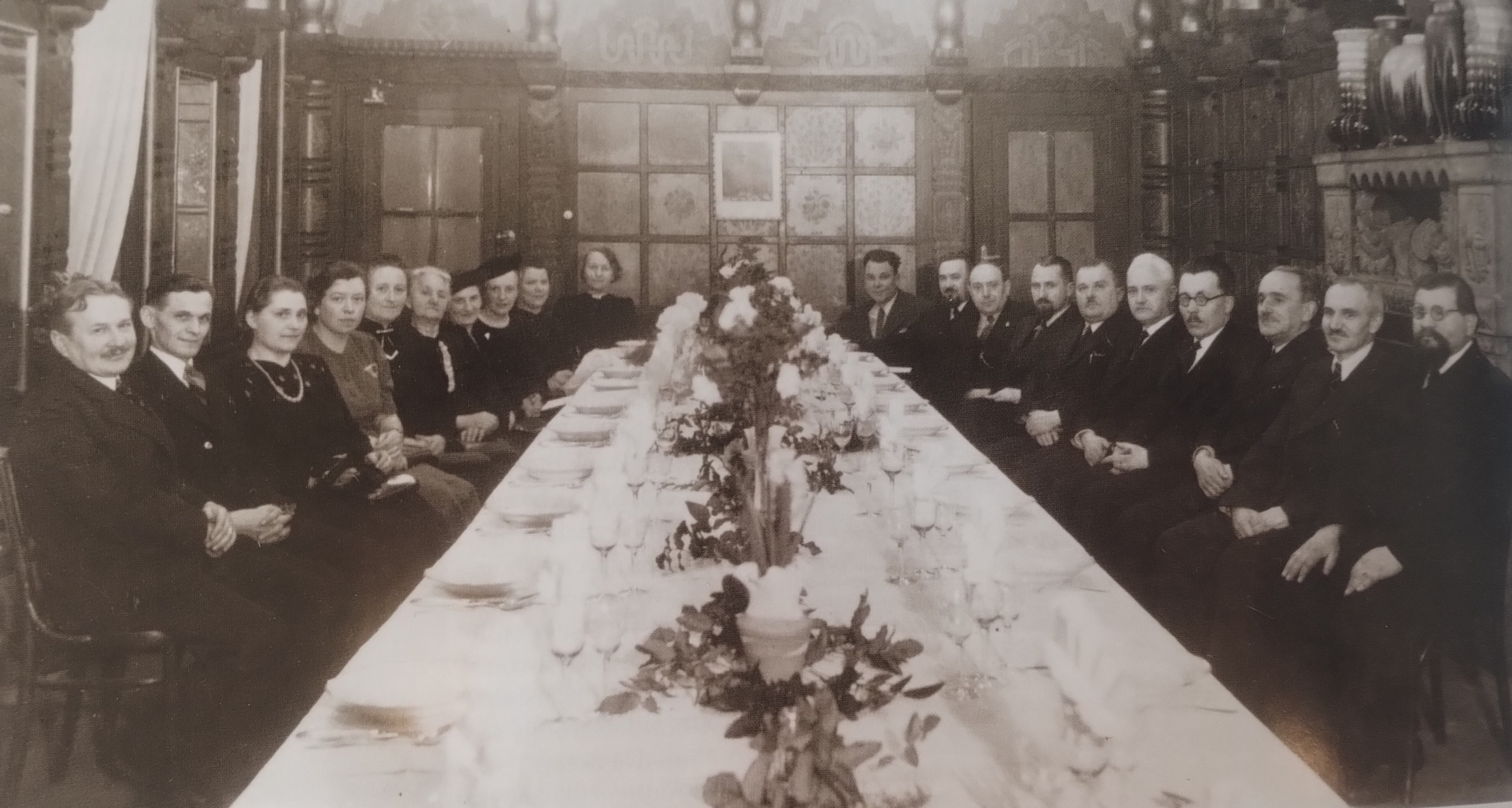
Restaurace Františka Jarolímka v březnu 1939. Členové pravoslavné církve se sešli na oslavě promoce Vladimíra Gruzína. Na snímku mj. Marie Čiklová, Marie Gruzínová, Václav Čikl, Vladimír Petřek, Jan Sonnevend, Václav Ornest
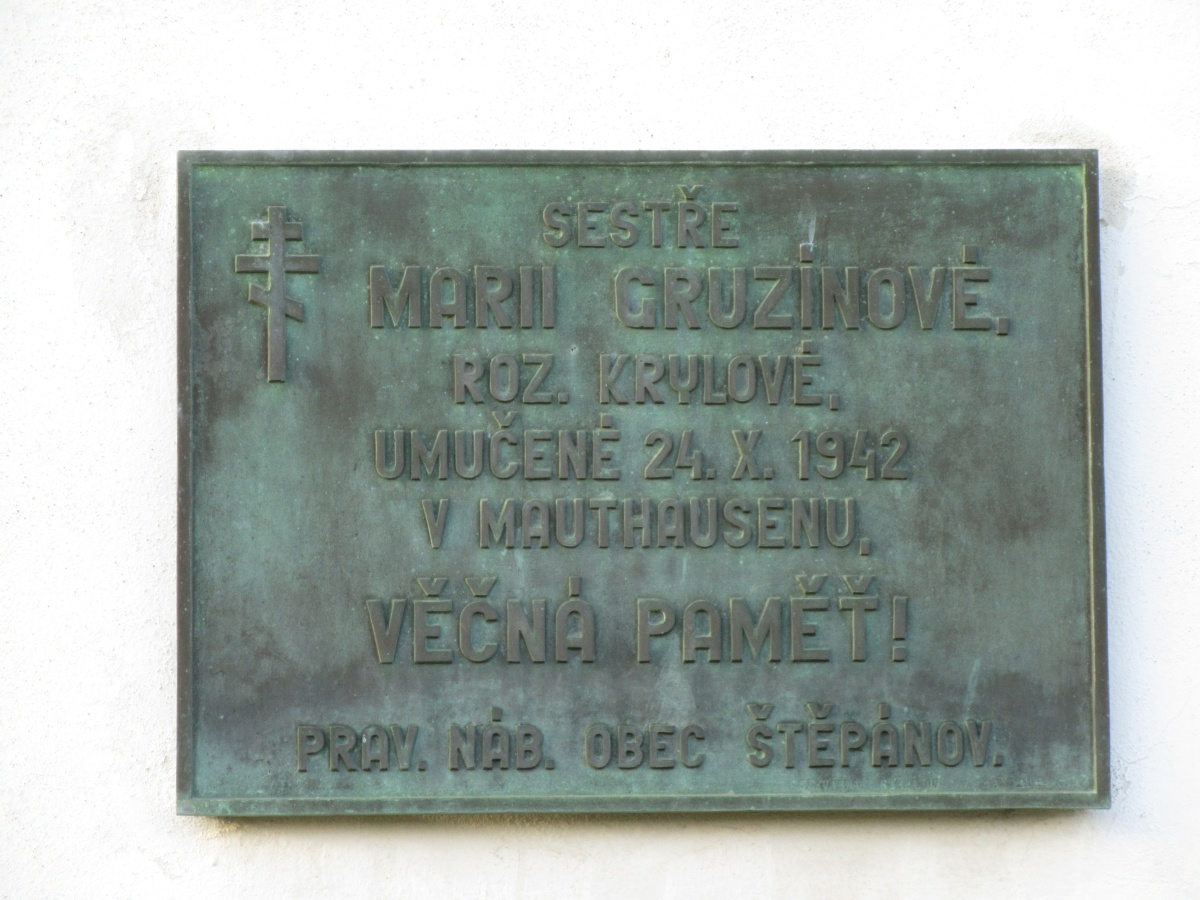
Pamětní deska na pravoslavném chrámu sv. Prokopa Sázavského ve Štěpánově
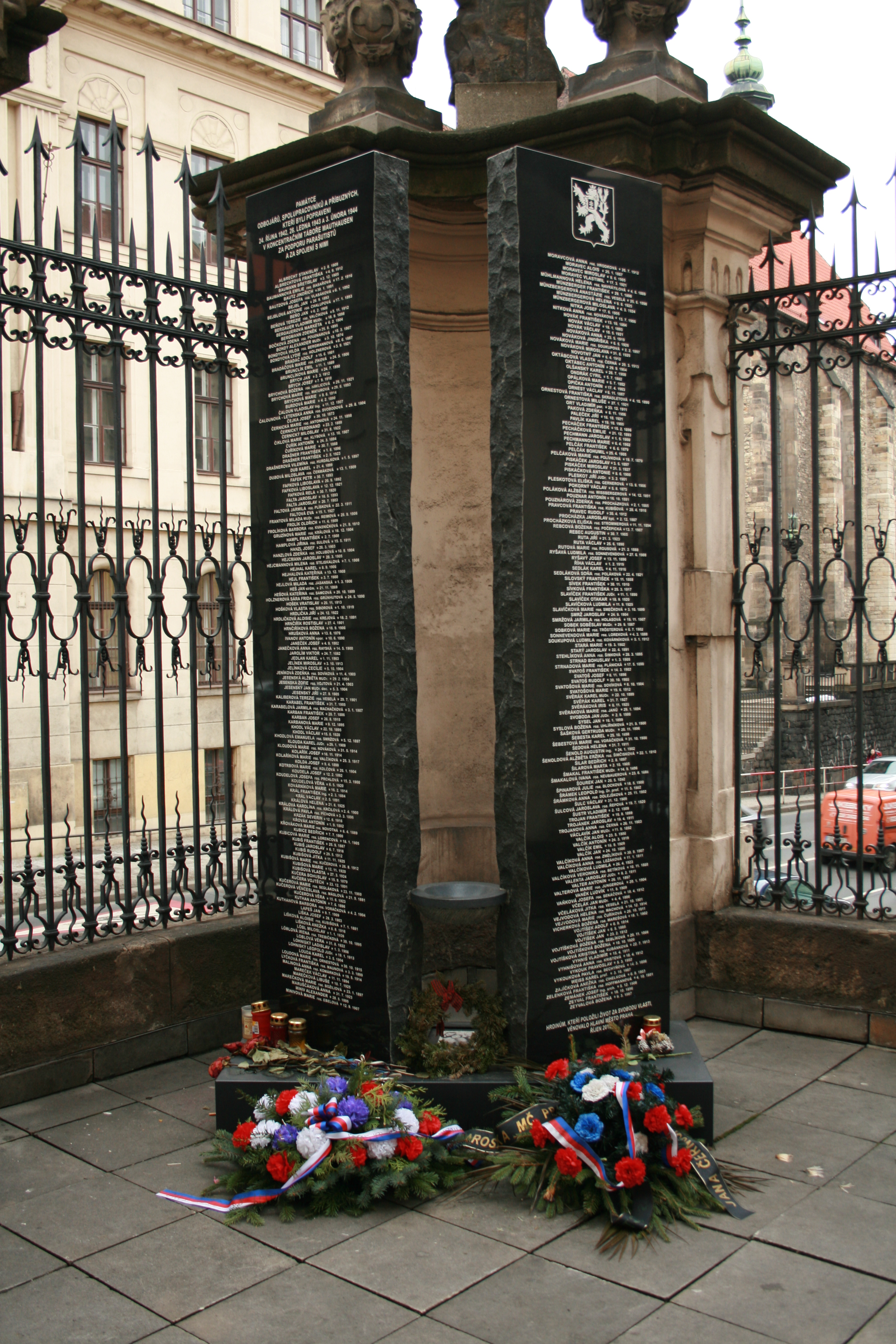
Pomník spolupracovníků parašutistů a jejich rodinných příslušníků na terase kostela sv. Cyrila a Metoděje v Resslově ulici v Praze
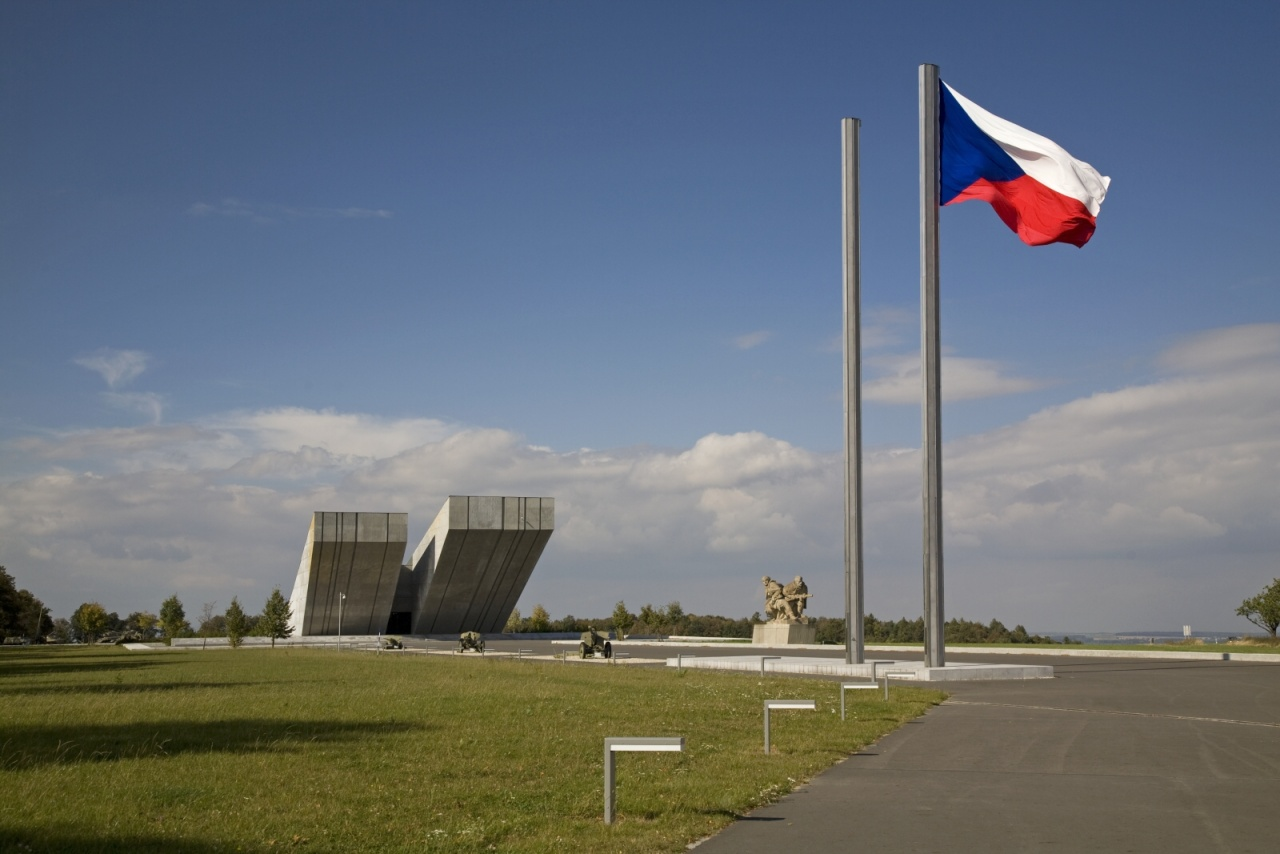
Národní památník II. světové války v Hrabyni